# Heinrich Bernhard Schaffalitzky de Muckadell
Heinrich Bernhard Schaffalitzky de Muckadell (8. maj 1681 i Strasbourg – 21. november 1751 i Næstved) var officer, general og adelsmand i dansk tjeneste. Han er stamfader til den danske adelsslægt Schaffalitzky de Muckadell.
Heinrich Bernhard Schaffalitzky de Muckadell blev født 8. maj 1681 i Strasburg. Hans forældre var Jürgen Conrad Schaffalitzky de Muckadell og Veronica Magdalene von Rathsamhausen. Slægten stammede fra Mähren, men var på grund af hussiterforfølgelserne udvandret til Württemberg, og Schaffalitzky kom i Christian 5.s tid til Danmark som page hos en af de württembergske fyrster, som da stod i dansk tjeneste. 1700 blev han fændrik ved Livregiment Dragoner, året efter løjtnant og 1702 kaptajn ved de til hjælpekorpset i Italien og Ungarn hørende dragoner. Efter hjemkomsten tog Schaffalitzky del i felttogene i Skåne og Nordtyskland, blev 1710 major ved 1. sjællandske Rytterregiment, 1712 oberstløjtnant ved 3. sjællandske, 1717 karakteriseret oberst, 1723 chef for 1. søndenfjældske Dragonregiment, 1725 for 1. fynske Rytterregiment, 1731 brigader, 1732 generalmajor, 1739 generalløjtnant og hvid ridder, 1747 afskediget som general af kavaleriet.
Schaffalitzky, der døde i Næstved 21. november 1751, havde 1720 ægtet Ulrica Elisabeth von Heinen (1699-1750), datter af generalmajor Albrecht Christopher von Heinen. Deres ældste søn, lensgreve Albrecht Christopher Schaffalitzky de Muckadell, blev oberst, kammerherre, hvid ridder og gehejmeråd. Han oprettede 1784 af de 4 fynske herregårde Arreskov, Gelskov, Brobygård og Ølstedgård Grevskabet Muckadell, opkaldt efter slægtens mähriske stamgods.